# Kathy Acker
Kathy Acker, född 18 april 1948 i New York i USA, död 30 november 1997 i Tijuana i Mexiko, var en amerikansk författare med influenser från punken och postmodernismen och en vilja att provocera.

## Biografi
Acker var av tysk-judisk härkomst och växte upp i en medelklassfamilj i New York, USA. Hon utbildade sig vid Brandeis University och University of California, San Diego. Acker hade många olika typer av jobb, från kontorist och sekreterare till aktör i sexshower och pornografiska filmer. Hon undervisade i video på San Francisco Institute och skrev i tidskriften Art Forum. Acker dog av bröstcancer 1997.
Acker skrev runt 15 romaner och beskrevs redan tidigt i sitt författarskap som en postmodernistisk författare med influenser från punken. Romanerna Great Expectations (1982) och Blood and guts in high school (1984) fick stor uppmärksamhet. Acker skrev om tabubelagda ämnen och hade som uttalad målsättning att chockera och provocera. Hon illustrerade även vissa av sina texter.
I boken Blood and Guts in High School (1978, Blod och tarmar i plugget) skriver Acker målande om misshandel, prostitution och självdestruktivitet, ofta med en svart humor, något som blev ännu mer påtagligt i hennes senare romaner som Pussy, King of the Pirates (1996).